# Palacio Presidencial de Varsovia
El Palacio Presidencial de Varsovia (en polaco: Pałac Prezydencki, también conocido como Pałac Koniecpolskich,  Pałac Lubomirskich,  Pałac Radziwiłłów y Pałac Namiestnikowski) es un edificio situado en la calle Krakowskie Przedmieście desde 1643. Con el paso de los años, se ha reconstruido y reformado muchas veces. Durante sus primeros 175 años, el palacio fue la residencia privada de varias familias aristocráticas. En 1791 albergó a los autores y defensores de la Constitución del 3 de mayo.
Fue en 1818 cuando empezó a usarse el palacio como edificio del gobierno, cuando se convirtió en sede el Virrey del Reino de Polonia bajo la ocupación rusa. En 1918, tras la resurrección de Polonia posterior a la Primera Guerra Mundial, el edificio fue tomado por las reconstituidas autoridades polacas y se convirtió en sede del Consejo de Ministros. Durante la Segunda Guerra Mundial, sirvió a los ocupantes alemanes como una Deutsches Haus ("Casa Alemana") y sobrevivió intacto al Alzamiento de Varsovia de 1944. Tras la guerra, volvió a ser sede del Consejo de Ministros de Polonia.

## Historia
La construcción del Palacio Presidencial de Varsovia empezó en 1643 por órdenes del Gran Hetman de la Corona Stanisław Koniecpolski, dueño de la ciudad de Brody (80 km al este de Lviv) y de numerosos latifundios en las zonas fronterizas del este de Polonia; por tanto, el primer nombre del palacio fue Pałac Koniecpolskich ("Palacio Koniecpolski"). Se decía que tenía tantos terrenos que podía cruzar toda la República de las Dos Naciones pasando cada noche en una de sus fincas. El palacio no se completó en la vida de Stanisław, debido a que murió inesperadamente en 1646 en su residencia de Brody, pocas semanas después de casarse con su joven esposa.

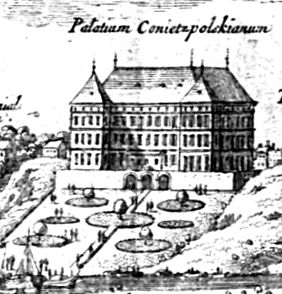
El Palacio Koniecpolski en 1656; se incendió en el "Diluvio."

El arquitecto del palacio fue Constantino Tencalla, arquitecto del rey Władysław IV de Polonia y diseñador de la Columna de Segismundo, situada frente al cercano Castillo Real, que conmemora a Segismundo III de Polonia. El palacio fue completado por el hijo de Koniecpolski Aleksander en estilo barroco, imitando las residencias del norte de Italia y en particular las de Génova. Una vista del palacio en una imagen de Varsovia de 1656 de Erik Dahlberg lo confirma.
El siguiente dueño del palacio fue Jerzy Sebastian Lubomirski, Gran Hetman y Canciller de la Corona, y posterior líder de una rebelión contra el Rey, quien compró el palacio a Aleksander Koniecpolski.
En 1674 el palacio pasó a ser, durante los siguientes 144 años, propiedad de la familia Radziwiłł.
Michał Kazimierz Radziwiłł, de la familia Nieśwież–Ołyka , cuya esposa Katarzyna era hermana del Rey Juan III Sobieski, lo compró a los descendientes de Jerzy Sebastian Lubomirski (Stanisław Herakliusz Lubomirski y Hieronim Augustyn Lubomirski). Tras su muerte, su hijo Karol Stanisław Radziwiłł I empezó la renovación del palacio y arregló sus alrededores. Confió esta tarea al arquitecto real Augustyn Locci.

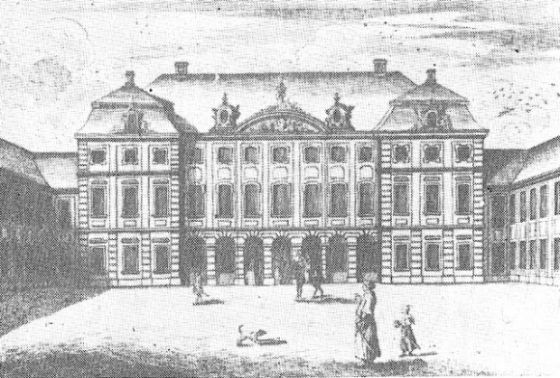
El Palacio Radziwiłł en 1762.

El penúltimo heredero detrás de Nieśwież y Ołyka era Karol Stanisław "Panie Kochanku" Radziwiłł, Voivoda de Vilna, hijo de Michał Kazimierz "Rybeńko" Radziwiłł. Había heredado grandes propiedades de su padre y su tío, lo que le hizo el magnate más rico de Polonia en la segunda mitad del siglo XVIII y uno de los hombres más ricos de Europa. Alquiló el palacio a Franciszek Ryx para instalar allí un teatro que representaba obras y realizaba bailes de máscaras. Durante el Gran Sejm de 1788-1792, invitaba diariamente a todos los miembros de los cuatro estamentos del Parlamento para que cenaran allí. Cada día se servían dos comidas: el desayuno, antes de la sesión diaria, para trescientas personas, y la cena, tras la sesión. Uno de los banquetes más impresionantes que dio fue en el día de Santa Catalina, el 25 de noviembre, de 1789, 25.º aniversario de la coronación del Rey Stanisław August, conmemorando también la Unión de Lituania con la Corona de Polonia. Se invitaron a cuatro mil huéspedes, y el banquete costó más de dos millones de złotys.

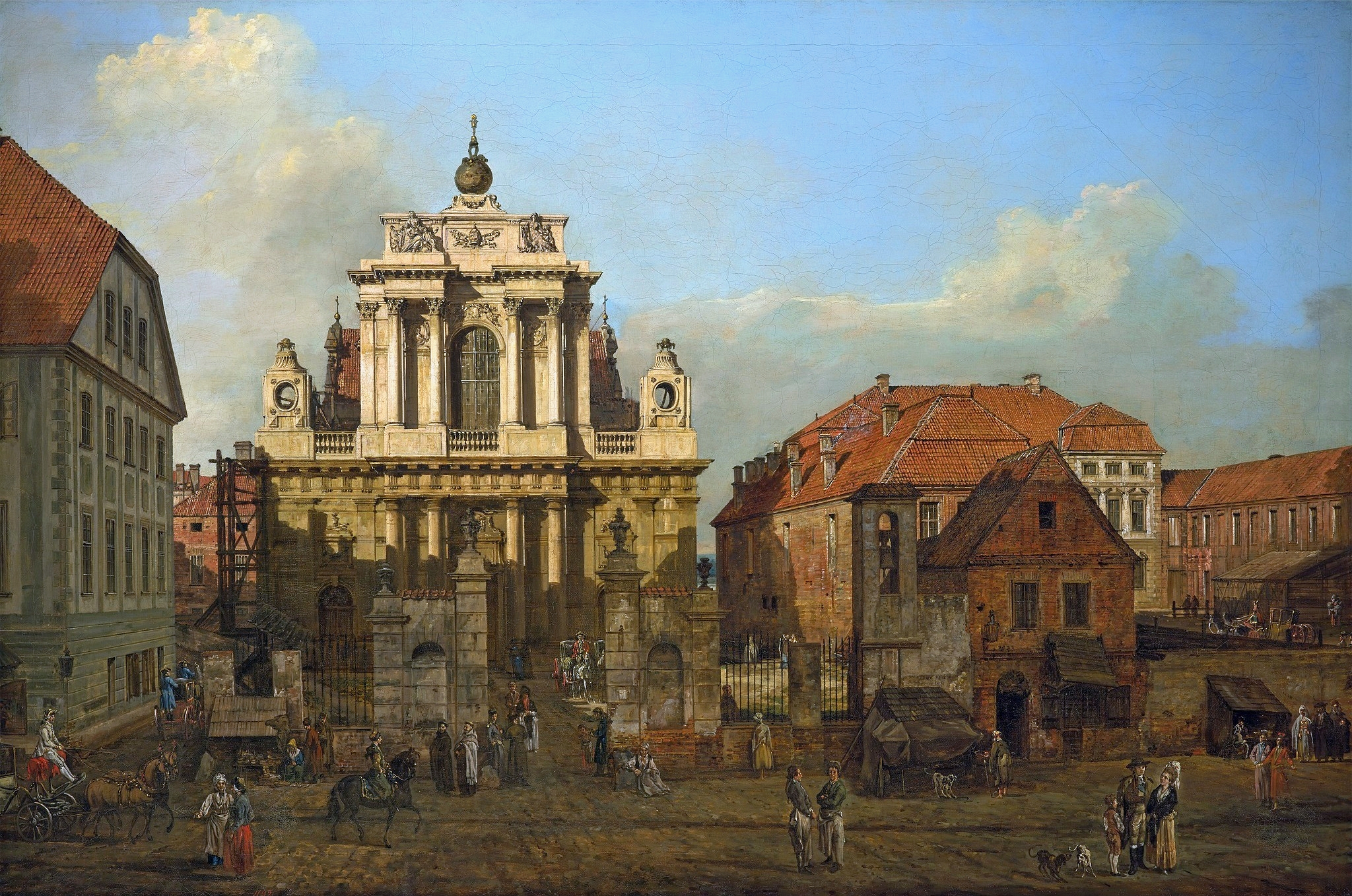
La Iglesia de los Carmelitas y el Palacio Radziwiłł (derecha) en 1780 en un cuadro de Bernardo Bellotto.

En la noche del 2 al 3 de mayo de 1791, un grupo de conspiradores miembros del Gran Sejm que estaban empeñados en salvar la República se reunió en el palacio para elaborar estrategias para asegurar la adopción, el día siguiente, de la Constitución del 3 de mayo. El historiador Norman Davies afirma que este documento fue "la primera constitución de su clase en Europa."
Karol Stanisław Radziwiłł II murió enfermo y ciego a los 56 años. Su propiedad fue heredada por Dominik, hijo de su medio hermano Hieronim. Dominik, que resultó herido en la Batalla de Hanau, murió sin herederos el 11 de noviembre de 1813. La línea de los herederos Nieśwież–Ołyka se extinguió con él.
En 1818 el palacio se convirtió en residencia del Virrey del Reino de Polonia (cuando recibió el nombre Pałac Namiestnikowski, Palacio del Namestnik o Virrey). El primer Virrey fue Józef Zajączek (1752–1820) , desde 1815, antiguo ayudante del hetman Franciszek Ksawery Branicki, diputado del Gran Sejm, secretario de los Amigos de la Constitución (de la Constitución del 3 de mayo), comandante de división durante la Guerra Ruso-Polaca de 1792, héroe de la Batalla de Zieleńce, jacobino polaco, soldado en las legiones de Jan Henryk Dąbrowski y general de Napoleón. Posteriormente adoptó una actitud servil hacia Alejandro I, Rey de Polonia y Zar de Rusia, quien le hizo duque en 1818. Zajączek había perdido una pierna en el Río Berézina y era llevado a todas partes por sus ayudantes en un sillón.

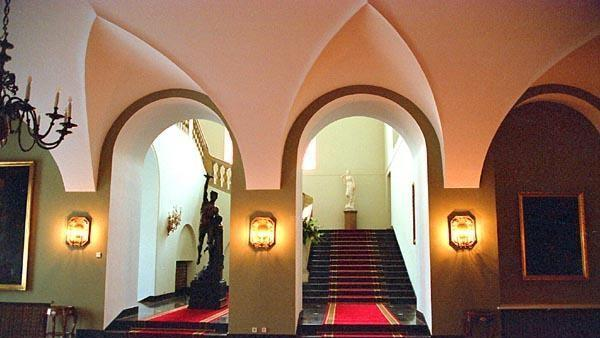
La Gran Escalera.

A partir de 1818 el palacio fue reconstruido en estilo clasicista por el arquitecto Chrystian Piotr Aigner (1756–1841), quien amplió el palacio (sus alas más bajas alcanzaron la línea de edificios de Krakowskie Przedmieście), construyó una nueva Gran Escalera entre el cuerpo principal del edificio y su ala norte, remodeló las fachadas del palacio, y redecoró las habitaciones de la primera y segunda plantas del cuerpo principal del edificio. Debido a su gran bóveda, la planta baja permaneció sin cambios. Aigner tuvo a dos asociados: Camillo Landini, quien escupió los cuatro leones de piedra que guardan el patio del palacio hacia Krakowskie Przedmieście, y el pintor italiano Mikołaj Monti. El cuerpo principal del edificio se remodeló en orden corintio y se decoró con columnas, pilastras, balaustradas y estatuas de piedra. Aigner está unido inseparablemente con el Palacio del Virrey (en polaco Namiestnikowski), actual Palacio Presidencial, por ser el creador de su exterior clasicista, que se conserva actualmente sin modificar.
En el año 1852 un incendió quemó casi totalmente el cuerpo principal del edificio. Solo permanecieron en pie paredes carbonizadas. La reconstrucción se confió a Alfons Kropiwnicki (1803–1881).

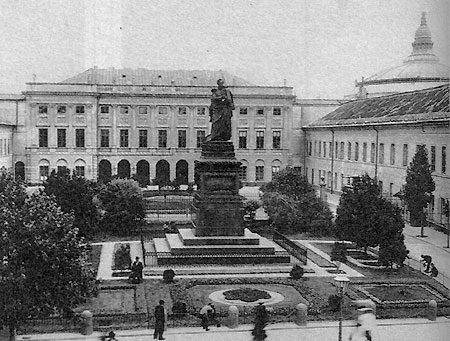
El Palacio Virreal antes de 1900, con una estatua de Ivan Paskevich.

Tras su reconstrucción, se celebraron en el palacio reuniones de la Sociedad de Agricultura y se organizaron bailes cuando los zares visitaban Polonia. En 1870 se inauguró allí una estatua de Ivan Paskevich. En 1879, en la columnata del palacio, los habitantes de Varsovia pudieron ver por primera vez "La Batalla de Grunwald", un cuadro histórico de Jan Matejko. A finales del siglo XIX, se demolió el Palacio Tarnowski, situado a la derecha (sur) del edificio, y entre 1899 y 1901 se construyó en su lugar el lujoso Hotel Bristol, diseñado por Władysław Marconi. Uno de los accionistas en el consorcio que construyó el hotel fue el famoso pianista Ignacy Paderewski, que sería primer ministro de Polonia tras la Primera Guerra Mundial.
En 1918 el edificio fue ocupado por las reconstituidas autoridades polacas, y la renovación del palacio se confió a Marian Lalewicz. El edificio se convirtió en sede oficial del Presidente del Consejo de Ministros (el primer ministro) y del Consejo de Ministros. Las alas laterales albergaban las oficinas de la cancillería del Consejo de Ministros. Según lo restauró Lalewicz, el edificio fue muy admirado por los habitantes y visitantes de Varsovia. En febrero de 1937, el alemán Hermann Göring tuvo tanto interés en el palacio que llegó tarde a su encuentro con el ministro de Asuntos Exteriores de Polonia Józef Beck.
En 1939, en la invasión nazi de Polonia, el palacio sufrió daños mínimos. Entre 1941 y 1942 fue reconstruido radicalmente por los arquitectos polacos Janusz Nagorski y Jan Lukasik y transformado en una Deutsches Haus ("Casa Alemana"). Durante las obras, se renovó con mucho cuidado la decoración rococó de las habitaciones que dan hacia el jardín. En la escalera se descubrieron un par de grisallas con águilas y armas. Los alemanes querían quitar los águilas porque eran el emblema nacional de Polonia, pero los dejaron después de que les explicaran que eran águilas napoleónicas, uno de los motivos favoritos del Imperio Francés. En la planta baja del ala derecha se instaló un restaurante, con techo de vigas de maderas y un espacioso guardarropa. El palacio sobrevivió intacto al Alzamiento de Varsovia.

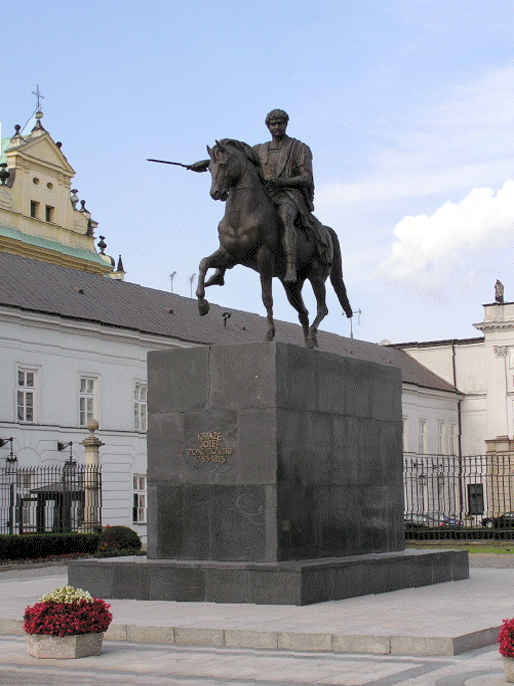
La estatua ecuestre del Príncipe Józef Poniatowski.

Tras la liberación de Varsovia, el palacio fue reconstruido exhaustivamente por Antoni Brusche y Antoni Jawornicki a su estado original. En 1965 se trasladó al patio delantero del Palacio Virreal la estatua ecuestre de Bertel Thorvaldsen del Príncipe Józef Poniatowski, que había estado previamente delante del ahora destruido edificio del Estado Mayor de Polonia (el "Palacio Sajón") en la cercana plaza Piłsudski (antiguamente llamada "Plaza Sajona".
Tras la Segunda Guerra Mundial, el palacio sirvió de nuevo como sede del Consejo de Ministros hasta que se trasladó a su sede actual en la Cancillería en la avenida Ujazdów.
Desde julio de 1994, el palacio ha sido sede oficial del Presidente de la República de Polonia sustituyendo al más pequeño Palacio Belwederski. Sin embargo, el actual Presidente de Polonia Bronislaw Komorowski decidió trasladar la residencia de nuevo al Palacio Belwederski, supuestamente en honor a Józef Piłsudski y los primeros presidentes de Polonia, pero este traslado se entendió como un intento de evitar confrontaciones con dolientes agresivos del difunto Presidente Lech Kaczyński, quien murió en abril de 2010 en un accidente aéreo en Smolensk, Rusia.

## Galería de imágenes

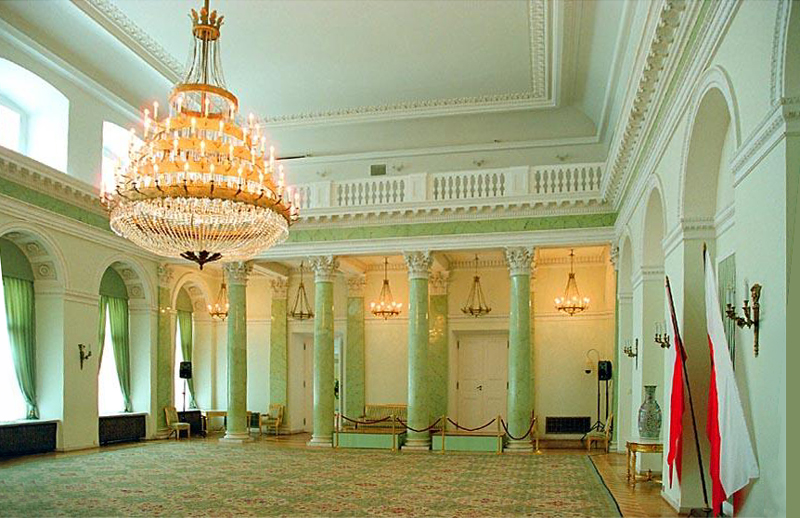
Sala de las Columnas
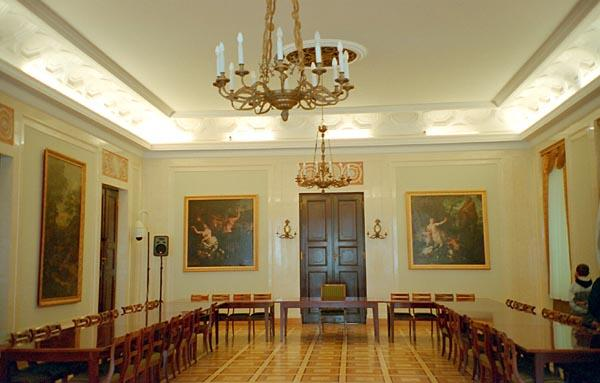
Drawing Room
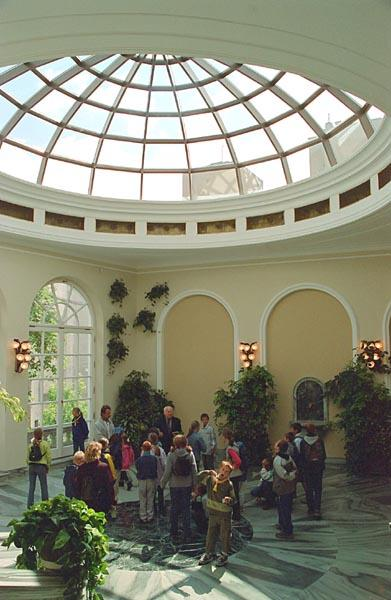
Orangerie
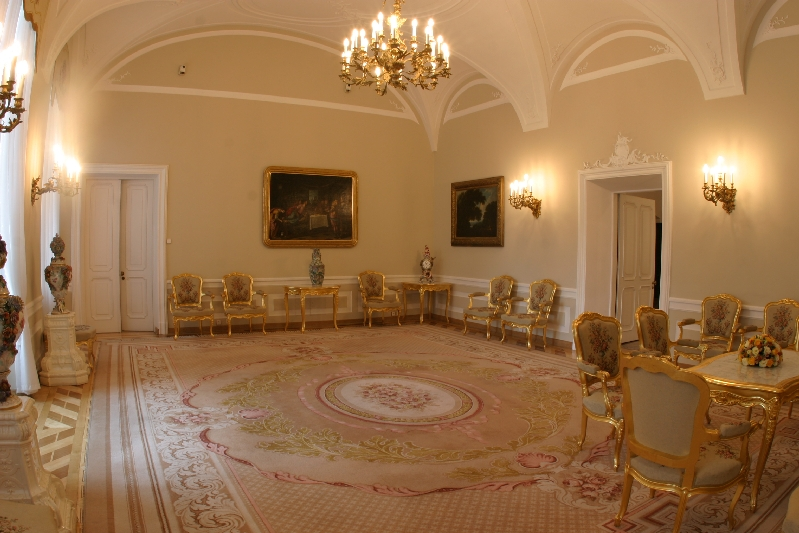
Sala Blanca
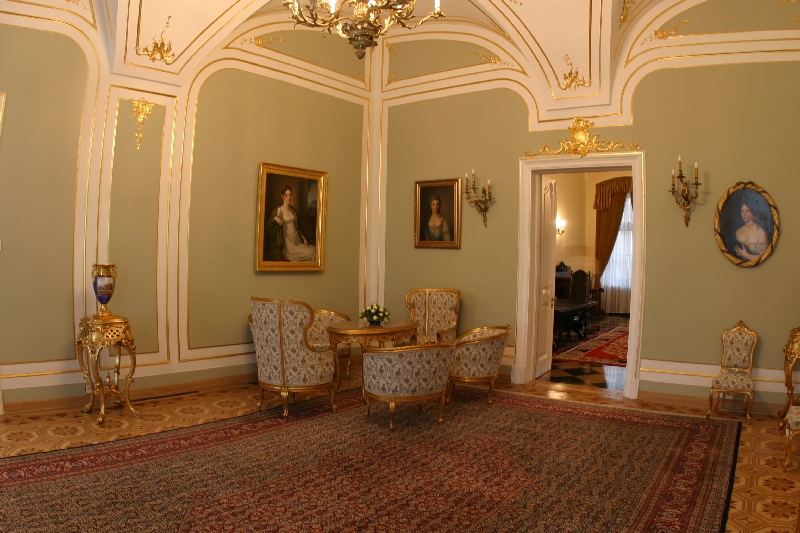
Sala Rococó
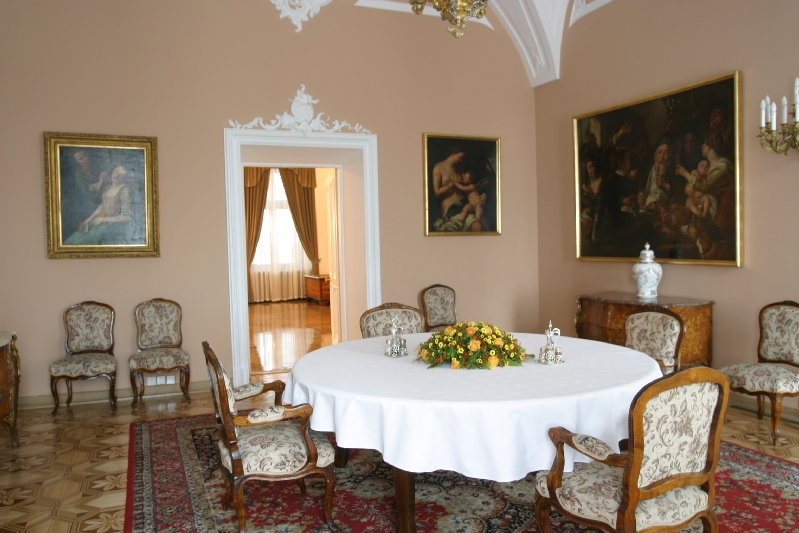
Comedor
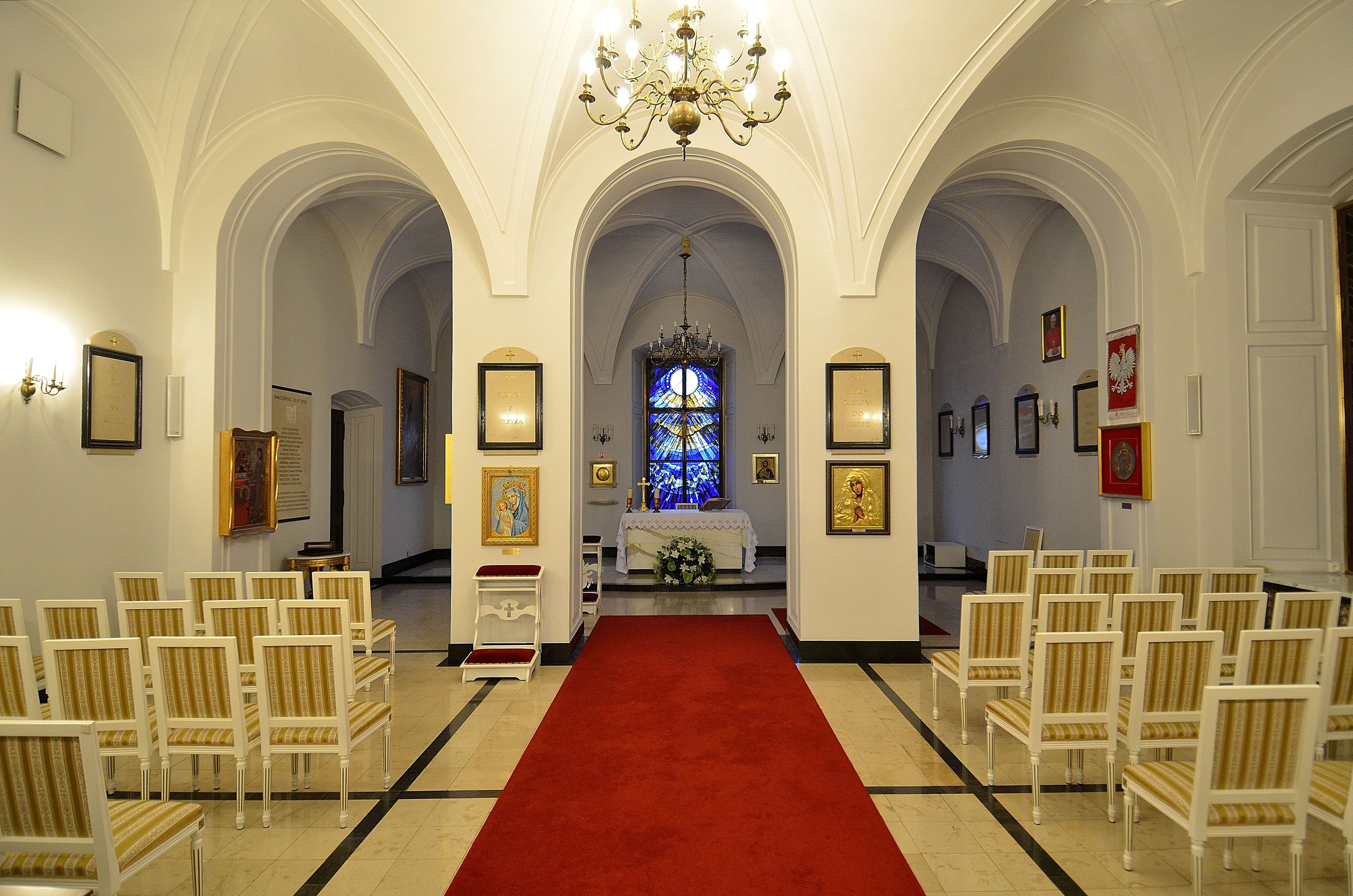
Capilla
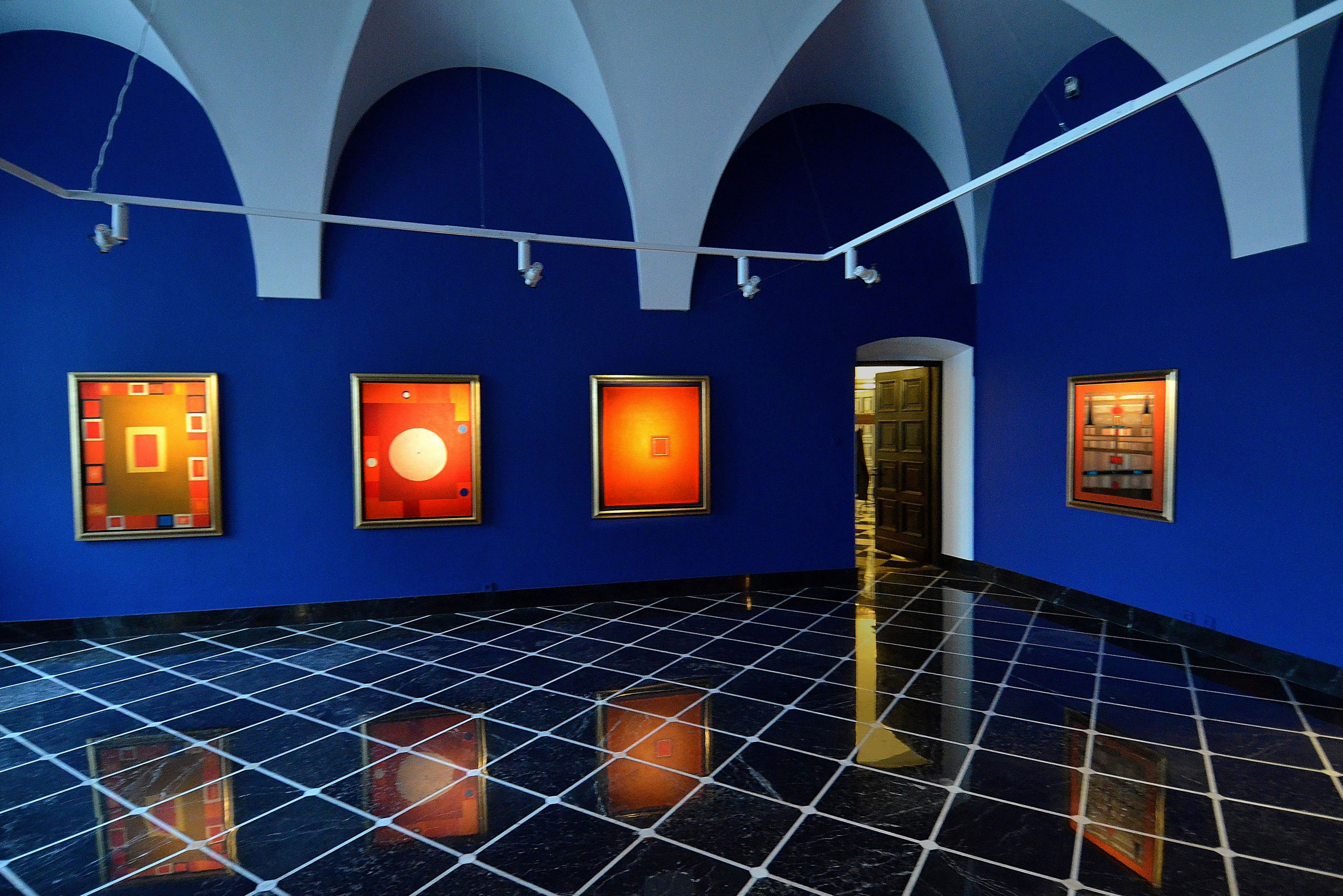
Sala Jerzy Nowosielski
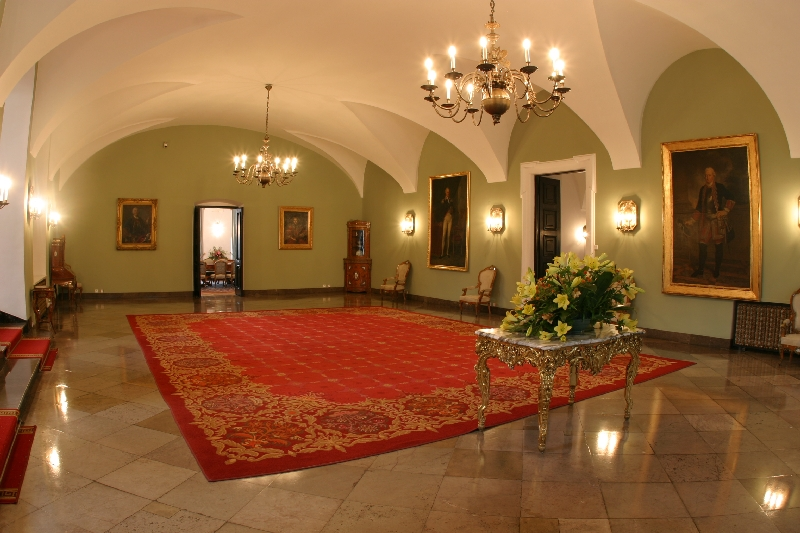
Sala Hetman
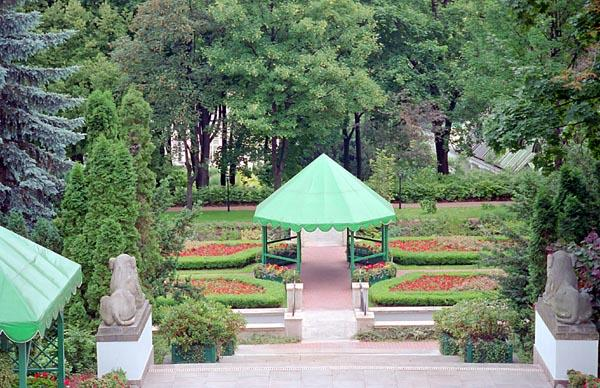
Jardín
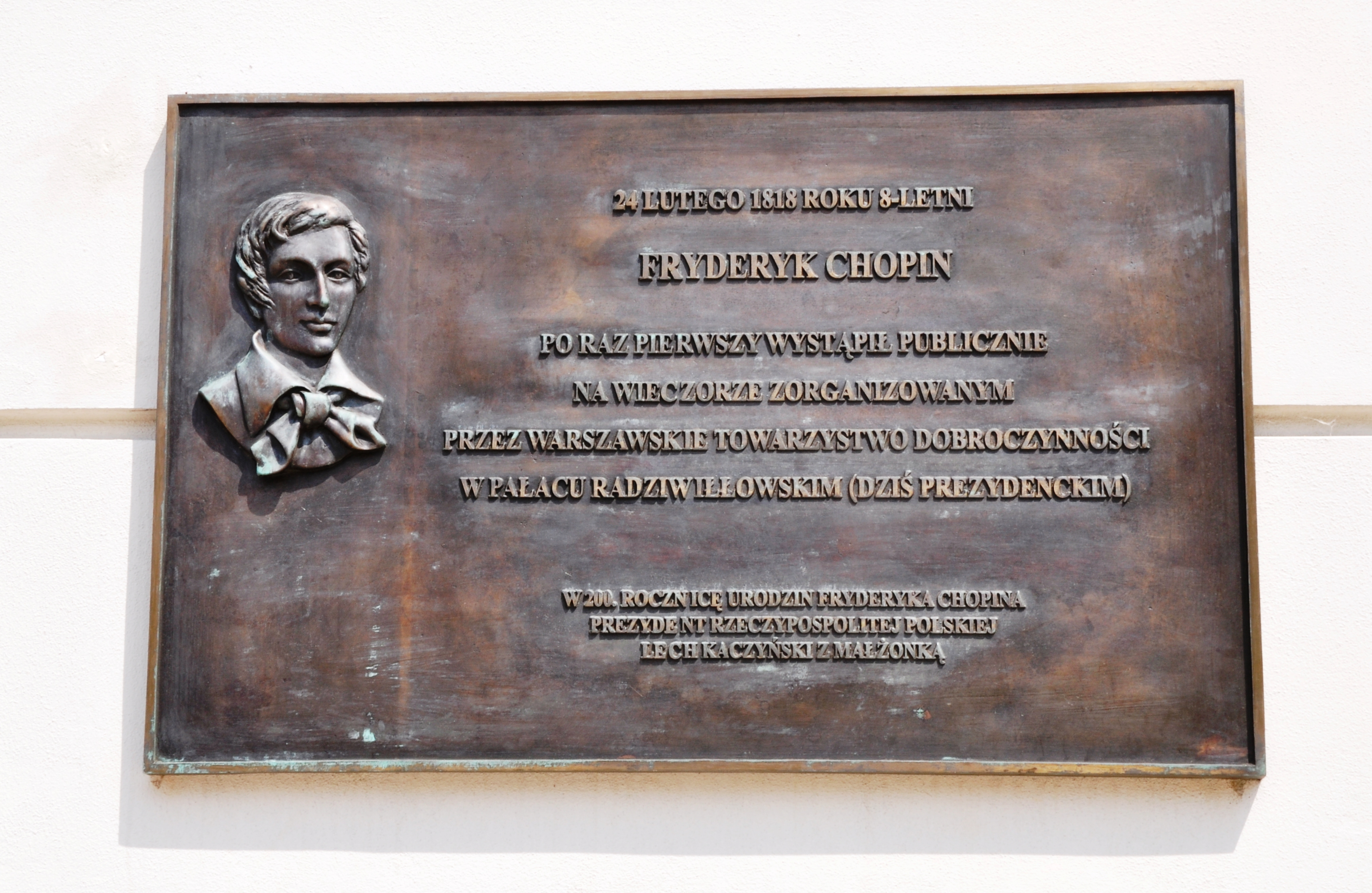
Placa (colocada en 2010, en el 200 aniversario del nacimiento de Frédéric Chopin) conmemorando la primera actuación pública del músico, en el Palacio Radziwiłł, el 24 de febrero de 1818.
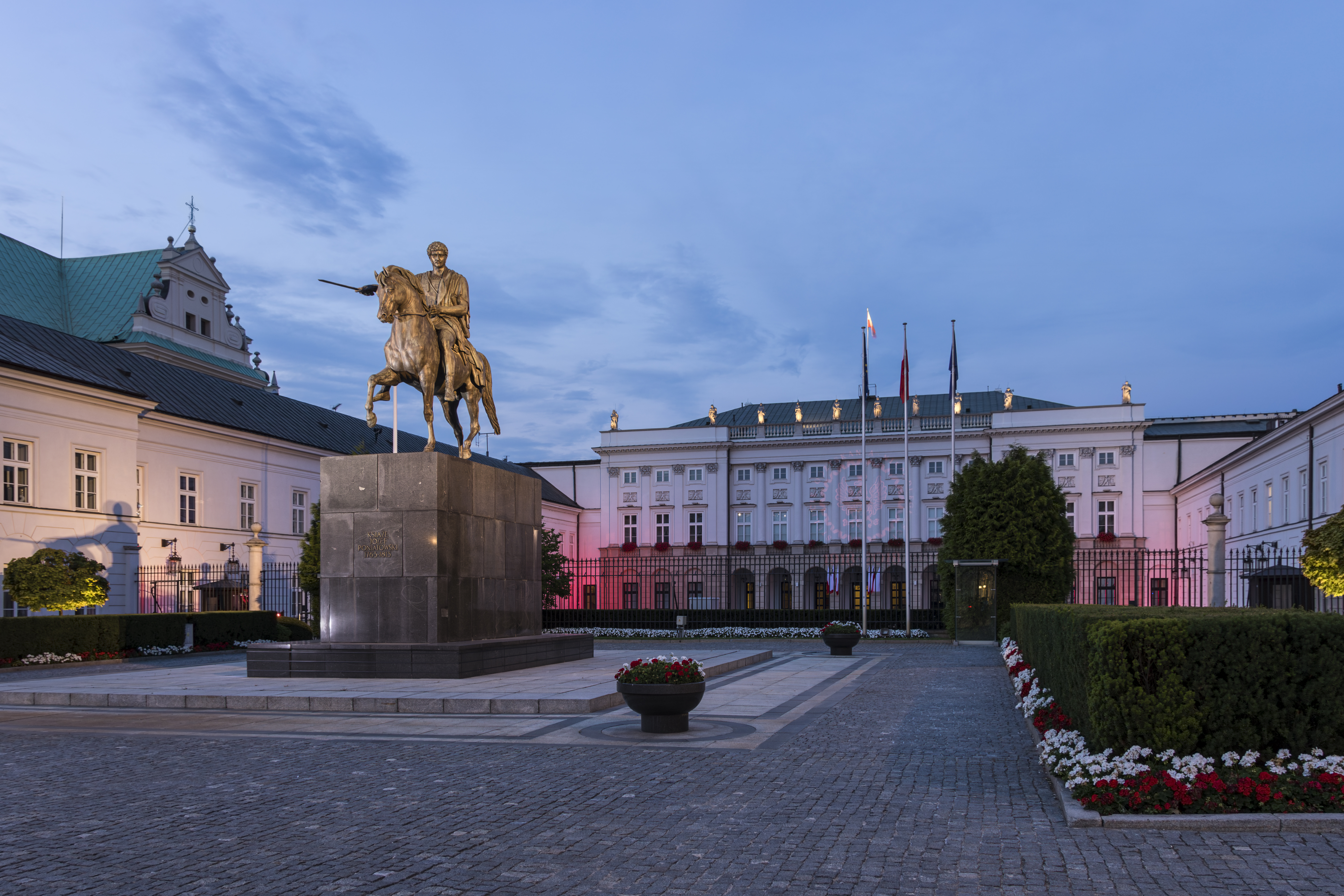
Iluminación del palacio